# 孟菲斯動物園
孟菲斯動物園（英語：Memphis Zoo），位於美國田納西州孟菲斯中城，始建于1906年4月，是奧弗頓公園擁有超過100年歷史的主要租戶。動物園佔地76 acre（31 ha），飼養着超過3,500頭，共500個品種的動物。2008年，孟菲斯動物園獲旅遊網站貓途鷹評為美國最佳動物園。

## 区域
整个动物园分为三个区域，总共展示了十余个不同的主题园区。观看所有主题园区需要步行约2英里（3.2公里），园内设有有轨电车运送游客往返。

### 东区

#### 提顿之旅（Teton Trek）
2009年10月开幕，占地4英亩（1.6公顷），以提顿山脉命名，展示了黄石国家公园的生态系统，建造有老忠实间歇泉、火洞瀑布等标志性的复制品。栖息于此的动物有灰熊、麋鹿、马更歇狼、号手天鹅、北美豪猪、美洲黑熊、沙丘鹤等。

#### 西北航道（Northwest Passage）
2006年3月1日开幕，耗资2300万美元建造，包括一个大型水下观赏区和设有500个座位的圆形剧场，以太平洋西北部的动物、原住民文化和建筑为特色，栖息于此的动物有北极熊、海狮、秃鹰和渡鸦等。
非洲草原（African Veldt）
展示长颈鹿、犀牛、斑马和大象等非洲哺乳动物的园区，2006年扩建，新建了一个可以让大象潜水和洗澡的大水池。

### 中区

#### 中国馆（CHINA）
2003年4月开幕，耗资1600万美元建造，占地3英亩（1.2公顷），曾居住有由中国租借的两只大熊猫“乐乐”、“丫丫”。孟菲斯动物园拥有10 acre（4.0 ha）的竹林，种植了7种竹子，并从孟菲斯周边大约40个经过审查的地点收集竹子。为大熊猫采集新鲜的竹子。孟菲斯动物园每年会对大熊猫进行一次全面体检。孟菲斯动物园的管理体系和操作规程比较完善，饲养人员每天都会记录熊猫吃的食物的时间、种类和重量，还有它的粪便情况等。兽医定期给熊猫做口腔检查，取它的血液、粪便、尿液、毛发等做化验分析，还定期给熊猫做行为训练，这样可以让大熊猫更好地配合健康体检。每个月，他们都会把这些数据汇总成健康报告和体检报告，定期发给中方。栖息于此的动物有麋鹿、亚洲小爪水獭、白枕鹤、黑叶猴和其他鸟类。

#### 灵长类峡谷（Primate Canyon）
1995年开幕，展示各个品种的猩猩属、狒狒属、猴属等灵长类动物。

#### 猫之国度（Cat Country）
占地3英亩（1.2公顷），展示各个品种的虎、狮、豹等猫科动物。

#### 夜行动物（Animals of the Night）
全美为数不多的夜行动物展示区，游客可以近距离观察飞行或进食中的蝙蝠，以及土豚、袋熊、袋猫等昼伏夜出的动物。

### 西区

#### 水族馆（Aquarium）
作为孟菲斯动物园最古老的展览项目之一，水族馆展示了全球超过150种海洋和淡水生物，另外还有一些有趣的展示项目，例如将电鳗的电脉冲转化为声音和视觉显示。

#### 两栖动物展览馆（Herpetarium）
是动物园里的蛇、短吻鳄、蜥蜴和青蛙等两栖动物的家园，也是濒危的路易斯安那松蛇的重要保育场所。

#### 巨蜥之巢穴（Dragon's Lair）
专门为动物园拥有的三只世界上体型最大的蜥蜴——科莫多巨蜥建造。

#### 热带鸟舍（Tropical Bird House）
巨大的热带鸟类馆里展示了世界各地、特别是马里亚纳群岛的珍稀鸟类，游客可通过步道与一些鸟类近距离接触。

#### 赞比西河河马营地（Zambezi River Hippo Camp）
于2016年开幕，主要展示来自非洲赞比西河流域的河马、尼罗鳄、㺢㹢狓、黄背小羚羊等动物。

#### 企鹅岩（Penguin Rock）、鹈鹕池（Pelican Pool）
超过20只黑脚企鹅以及五只鹈鹕生活在此。

#### 从前，有一个农场...（Once Upon A Farm）
耗资数百万美元由原儿童活动区进行翻新改造而成，以19世纪的农场生活为蓝本，游客可在此体验昔日家庭农场的运作、农作物的种植以及驯养动物的喂养。

## 开放
- 开放时间：
  - 春季时段（每年3月-10月）每日9时至18时
  - 冬季时段（每年10月-次年3月）每日9时至17时
  - 感恩节、平安夜、圣诞节不对外开放。
- 收费：平日21美元、周末23美元，老人、儿童享有票价优惠。

## 爭議
隨着大熊猫樂樂於2023年2月1日去世，另一隻大熊猫丫丫身體欠佳的狀況亦備受關注，有中國網民甚至呼籲盡快接丫丫回國。
據悉，目前丫丫身體瘦骨嶙峋 （事實上是年齡的關係，中國動物園協會已澄清孟菲斯並沒有虐待動物 ）、且伴有皮膚病 （實際上是家族遺傳問題，丫丫的母親早被發現有蟎蟲性皮膚病，而丫丫在剛送到孟菲斯時已經被發現被毛問題 ）、長期性拉肚子、由於心理壓力導致的長期性刻板行為 （事實上孟菲斯動物園有給予豐容措施，而熊貓的乞食等刻板行為是很難解決的問題，歸根還是因為野外生活和飼養是無法比擬的，中國飼養的熊貓也有很嚴重的乞食問題）、毛髮粗糙髒亂（事實上是季節性換毛和年齡的關係）等一系列不樂觀狀況引起全球華人不滿。中國專家在現場視察過之後已積極協調及辦理有關手續，爭取早日運輸丫丫回國。在2023年4月27日，丫丫按合作協議到期回國，現居於北京動物園。

## 外部連結
- 维基共享资源上的相關多媒體資源：孟菲斯動物園
- MemphisZoo.org （页面存档备份，存于） – Official Website